# フョードル・トルーヒン
フョードル・イヴァーノヴィチ・トルーヒン （ロシア語: Фёдор Иванович Трухин, ラテン文字転写: Fyodor Ivanovich Trukhin、1896年2月29日 – 1946年8月1日）は、ソビエト連邦の軍人。最終階級は少将。第二次世界大戦のバルト海作戦中にナチス・ドイツの捕虜になり、寝返ってロシア諸民族解放委員会およびロシア連帯主義者民族同盟の指導的立場に立った。ドイツの敗北後、彼はチェコにおいて親ソパルチザンによって捕縛され、ソビエト連邦に送還されたのちに反逆罪の廉で絞首刑に処された。

## 軍歴
フョードル・トルーヒンは1896年2月29日、コストロマにおいて生まれた。トルーヒンの父イヴァンはコストロマ県における貴族の指導者的存在であり、第1擲弾砲兵旅団において大佐として勤務した後、州会議員を務めた。また、母ナジェージダはトレグーボフ家という貴族の血筋である。初等学校を1906年に卒業した後、第2コストロマ・ギムナジウムに通い、こちらも1914年に卒業した。在学中、秘密革命組織に参加。彼は続けて法学を勉強するためにモスクワ大学へ入学したが、2学期目に退学した。1916年、第2モスクワ士官学校を卒業。1917年、第一次世界大戦の南西戦線に配属されていた第46狙撃師団の大隊長に就任。ロシア内戦の勃発に伴って赤軍に入隊し、南西戦線においてウクライナ人民共和国やポーランド、そしてさまざまな蜂起軍に対して戦った。1918年11月、コストロマ予備騎兵連隊の指揮官に任命。1年後、第363狙撃連隊に移籍され、中隊を率いた。1920年7月に大隊長となり、10月には第362狙撃連隊長となる。1921年1月、トルーヒンは病気を理由に退任。その間、父及び兄がコストロマ県において反ボリシェヴィキ暴動を組織したとして処刑されている。
1922年9月、M.V.フルンゼ名称軍事アカデミーに入学。1924年に赤旗勲章を受勲する。 卒業後の1925年8月、トルーヒンは第45狙撃師団第133狙撃連隊の指揮官に任命。1926年9月、第7狙撃師団の参謀に就任。1931年、第12狙撃軍団の参謀に就任。1932年2月、フルンゼ軍事アカデミーの教官となる。1935年、大佐に昇進。1940年6月5日、少将に昇進。1941年1月28日、沿バルト軍管区の副参謀に就任。独ソ戦が開戦して6日後には北西戦線の副参謀に就任した。また、その1日前にパネヴェジース地域からのソ連軍部隊の撤退を監視している。トルーヒンの乗った車はヤーコプシュタットの8km南においてドイツ機械化部隊によって攻撃を受けた。それにより副官は殺害され、トルーヒンも負傷、捕縛された。1941年6月30日、捕虜となったトルーヒンはシュタルレーレン収容所において収容され、のちにハンメルブルクにあったオフラーク13Dに移送された。10月6日にソ連軍はトルーヒンが作戦行動中行方不明となったと宣言した。

## 裏切り

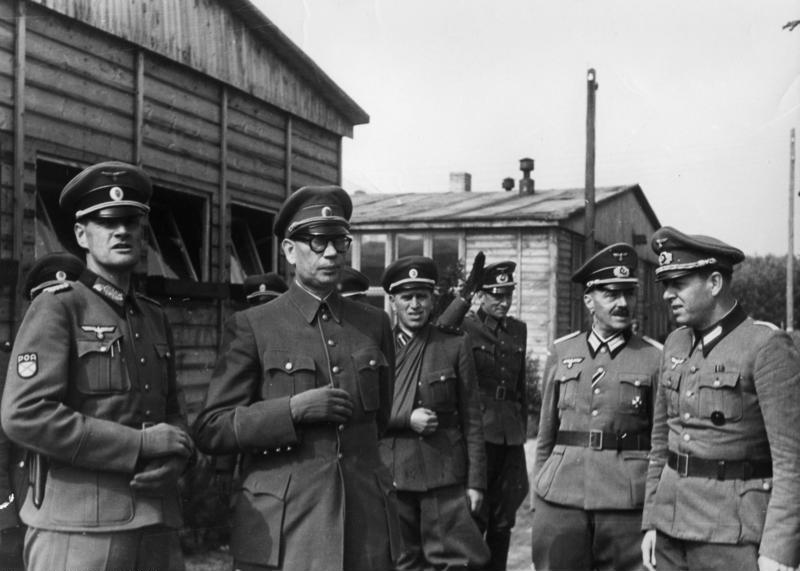
トルーヒン（最左）。ダーベンドルフにおいて、ウラソフとともに

1941年10月、トルーヒンはナチス・ドイツに協力するとの文書に署名し、ソ連軍の捕虜によって結成された反共対独協力者による政党であるロシア国家労働者党に入党した。1942年3月15日、トルーヒンは副官のドミトリー・ザクートヌィ少将と共にヴストラウ特別収容所に移送され、プロパガンダ教育を受けた。4月24日、彼はツィッテンホルストにあったプロパガンダ学校の校長に就任する。5月5日にゲオルク・ライプブラントが学校を訪問。ライプブラントと会談したトルーヒンはロシア解放軍（ROA）を要求し、戦争をスターリン政権との戦いに転換することを主張した。7月上旬に彼はワルシャワのアプヴェーアの事務所を訪問し、ロシア人協力者のためのスパイ訓練用のマニュアルを3冊作成し、22日にツィッテンホルストに戻った。10月、ロシア連帯主義者民族同盟（NTS）に加盟し、取締委員に就任。1943年2月、アンドレイ・ウラソフと会談し、ダーベンドルフにあったROAの学校の校長に就任することを承認した。彼の監督のもと、5000人の候補生が入学し、ROAの士官となることを約束された。またトルーヒンはドイツ政府によって非合法化されていたNTSに学生らを加盟させ、またNTSからも教師を雇った。同時に、NTSの政治的プログラムも発展させた。
1944年10月、トルーヒンはロシア諸民族解放委員会（KONR）の航空部門の参謀となる。1945年1月、トルーヒンはウラソフとピョートル・クラスノフとの会談に加わり、KONR内におけるコサック部隊の組織について、そして武装親衛隊第15コサック騎兵軍団をKONRに統合するか否かについて議論した。3月、トルーヒンはブラチスラヴァ郊外にてKONR諜報学校を設立し、候補生100人を入学させた。そして、彼は貴族の血筋でありながら元白軍の人物がKONRを率いることについて反対したという。1945年春、トルーヒンはKONR軍の南方集団を率いてブラチスラヴァ＝ブルノ攻勢に参加。4月18日、セルゲイ・ブニャチェンコ率いるKONR北方軍団と合流するためチェコへと進軍するよう命令。5月1日、リンツとブトヴァイスの間にあるラインバッハという町に到着した。そこで部隊の指揮権をアメリカ軍第26歩兵師団に譲渡し、ウラソフの潜伏場所とブニャチェンコのチェコ人パルチザンへの寝返りを密告した。5月8日、トルーヒンとKONR少将のミハイル・シャポヴァロフはウラソフの元へ移動する最中、プルジーブラムにて親ソチェコ・パルチザンに捕縛された。翌日、パルチザンはシャポヴァロフを処刑し、トルーヒンをソ連に引き渡した。トルーヒンはモスクワへと送還され、ソ連当局は1942年9月4日からのトルーヒンの裏切りに対する調査を行った。1945年12月に死刑宣告がなされたが、1946年3月26日にスメルシによる調査を理由に取り消された。4月11日、トルーヒンは反逆罪を自白。8月1日、ブトィルカ収容所において絞首刑に処された。後の1947年1月7日、ソ連政府は全ての栄誉を剥奪するとした。